# Teijin-Zwischenfall
Zum Teijin-Zwischenfall (japanisch 帝人事件, Teijin jiken) kam es, als in Japan 1933 der An- und Verkauf von Aktien der Firma Teijin als Insiderhandel erkannt wurde. Eine Folge war der Sturz des Kabinetts Saitō.

## Übersicht
Im Juni 1933 erwarb die „Banchōkai“ (番町会), eine Gruppe junger Finanzmanager, darunter Shōriki Matsutarō und Kobayashi Ataru, von der japanischen „Bank of Taiwan“ (台湾銀行) 100.000 Anteile der Teijin-Aktien zu 123 Yen pro Anteil. Als die Aktie am Jahresende auf fast 200 Yen gestiegen war, kam die Banchōkai bei Vielen in den Verdacht, den Aktienmarkt manipuliert zu haben.
Beamte vom rechten Flügel im Justizministerium, in der Hoffnung, das Saitō-Kabinett zu Fall zu bringen, behaupteten, dass hohe Beamte aus dem Finanzministerium und die Direktoren der Bank of Taiwan im Geheimen zusammen gearbeitet hätten, um der „Banchōkai“ zu ermöglichen, die Aktien gegen einen unnatürlich niedrigen Preis zu kaufen. Sie hätten dafür Teijin-Aktien und Bargeld erhalten. Im April und Mai 1934 nahm die Regierung den stellvertretenden Finanzminister, den Präsidenten von Teijin und einen Direktor der Bank of Taiwan fest. Als Saitō erfuhr, dass eine Reihe von Ministern seines Kabinetts auch bald festgenommen werden könnten, trat er am 3. Juni mit seinem Kabinett zurück. Nach ihrem Rücktritt aus dem Kabinett wurden auch Nakajima Kumakichi (中島 久万吉; 1873–1960), Minister für Handel und Industrie, und Mitsuchi Chūzō, Eisenbahnminister, festgenommen. Im Mai wurden weiter auch Führungskräfte des Finanzministeriums nacheinander wegen Bestechungsverdachts festgenommen, was große Auswirkungen auf Politik und Wirtschaft hatte.
Hinter diesem Vorfall steckte das Ziel des Justizministeriums, die von Mitgliedern der Wirtschaftsweltgruppe „Banchōkai“, wie dem Handels- und Industrieminister Nakajima und Kawai Yoshinari seit Ende des vorangegangenen Jahres vorangetriebene politisch-private Partnerschaftsbewegung zu vereiteln und das Kabinett Saitō zum Rücktritt zu bringen. Es wird gesagt, dass es eine Verschwörung der Kuhara-Fusanosuke-Faktion, des Justizältesten Hiranuma Kiichirō, des stellvertretenden Vorsitzenden des „Geheimen Rates“, des Militärs und des rechten Flügels war.
Schließlich wurden 16 Personen wegen Korruption angeklagt. Der Prozess wurde 1935 begonnen. Nach 265 Prozessen wurden alle Angeklagten im Dezember 1937 freigesprochen. Dazu erklärte der Gerichtshof, dass der Aktienhandel korrekt vonstattengegangen sein und dass die Angeklagten daher schuldlos seien. Aber es blieb in der Öffentlichkeit doch ein Beigeschmack von Korruption sowohl innerhalb der Bürokratie als auch in der Finanzwelt. Das Wort „Modejustiz“ (司法ファッション, Shihō Fasshon) kam in Umlauf.
Der Kritiker an der Vorgehensweise, der Unternehmer Mutō Sanji, wurde von einem rechten Fanatiker bereits 1934 ermordet.